# Discografie van Béla Fleck
Hieronder volgt de discografie van de banjospeler Béla Fleck. 
Naast studioalbums onder eigen naam heeft hij tevens opgenomen met groepen als Tasty Licks, New Grass Revival, Flecktones en Strength in Numbers alsook talloze musici als Abigail Washburn, Sam Bush, David Grisman, Edgar Meyer, Jerry Douglas en Tony Rice.

## Solo-albums
- Crossing the Tracks (Rounder Records, 1979)
- Natural Bridge (Rounder Records, 1982)
- Deviation (Rounder Records, 1984)
- Double Time (Rounder Records, 1984)
- Inroads (Rounder Records, 1986)
- Drive (Rounder Records, 1988; SACD heruitgave: Mobile Fidelity, 2004)
- Tales From The Acoustic Planet (Warner Brothers, 1995)
- The Bluegrass Sessions: Tales from the Acoustic Planet, Vol. 2 (Warner Brothers, 1999)
- Perpetual Motion (Sony Classical, 2001)
- Tales From The Acoustic Planet, Vol. 3: Africa Sessions (Rounder Records, 2009)
- Throw Down Your Heart - Africa Sessions Part 2 (2010, alleen verkrijgbaar als download van zijn website)
- The Impostor (Mercury Records, 2013)

## Verzamelalbums
- Daybreak (Rounder Records, 1987)
- Places (Rounder Records, 1988)

## Live-albums
- Music For Two (Sony Classical, 2004)

## Andere albums
Tasty Licks
- Tasty Licks (Rounder Records, 1978)
- Anchored to the Shore (Rounder Records, 1979)

Spectrum
- Opening Roll (Rounder Records, 1981)
- It's Too Hot For Words (Rounder Records, 1982)
- Live in Japan (Rounder Records, 1983)

The Sparrow Quartet met Abigail Washburn, Casey Driessen, en Ben Sollee
- The Sparrow Quartet EP (Nettwerk Records, 2005)
- Abigail Washburn & The Sparrow Quartet (Nettwerk Records, 2008)

Abigail Washburn
- Béla Fleck & Abigail Washburn (Rounder Records, 2014)
- Banjo Banjo (Rounder Records, 2015)

## Eenmalige samenwerkingen
- Fiddle Tunes For Banjo met Tony Trischka en Bill Keith (Rounder Records, 1981)
- Snakes Alive! als deel van The Dreadful Snakes (Rounder Records, 1983)
- Telluride Sessions als deel van Strength in Numbers (MCA Nashville Records, 1989)
- Solo Banjo Works met Tony Trischka (Rounder Records, 1992)
- The Great Dobro Sessions (Sugar Hill, 1994)
- Tabula Rasā met Jie-Bing Chen en Vishwa Mohan Bhatt (Water Lily Acoustics, 1996)
- Uncommon Ritual met Mike Marshall en Edgar Meyer (Sony, 1997)
- Music For Two met Edgar Meyer (Sony, 2004)
- The Enchantment met Chick Corea (Concord Records, 2007)
- The Melody of Rhythm: Triple Concerto & Music for Trio met Edgar Meyer en Zakir Hussain (Koch Records, 2009)
- Across the Imaginary Divide met het Marcus Roberts Trio (Rounder Records, 2012)

## Als gastmuzikant
- Sam Bush – Late as Usual (Rounder Records, 1984)
- Hobo Jim – Lost And Dyin' Breed (Barnett/Sparre Records, 1984)
- Øystein Sunde - Kjekt å Ha (Universal Music, 1989)
- Nitty Gritty Dirt Band - Will the Circle Be Unbroken: Volume Two (MCA Records, 1989)
- Shawn Colvin – Fat City (Sony Records, 1992)
- Phish – Hoist (Elektra Records, 1994)
- Bruce Hornsby – Hot House (RCA Records, 1995)
- David Grier - Lone Soldier (Rounder Records, 1995)
- Curandero – Aras (Silver Wave, 1996)
- Dave Matthews Band – Before These Crowded Streets (RCA, 1998)
- Eddie From Ohio – Looking Out the Fishbowl (Virginia Soul Records, 1999)
- Leftover Salmon - The Nashville Sessions (Hollywood Records, 1999)
- Victor Wooten - Yin-Yang (Compass Records 1999)
- Phish – Farmhouse (Elektra Records, 2000)
- John Hartford - A Tribute to John Hartford: Live From Mountain Stage (Blue Plate 2001)
- Jorma Kaukonen – Blue Country Heart (2002)
- Michael Card - A Fragile Stone (2002)
- Rodney Crowell - Fate's Right Hand (2003)
- Bernie Williams - The Journey Within (2003)
- Gov't Mule - The Deepest End: Live in Concert (ATO Records, 2003)
- Jimmy Sturr & His Orchestra – Let's Polka 'Round (2003)
- Mike Gordon - Inside In (JEMP Records 2003 )
- Rory Gallagher - Wheels Within Wheels (2003)
- Dave Matthews Band – Live Trax Vol. 1: 12.8.98 Centrum Centre, Worcester, MA (2004)
- Charlie Peacock – Full Circle (2004)
- Jerry Douglas - The Best Kept Secret (Koch Records, 2005)
- Jeff Coffin - Bloom (Compass Records 2005)
- Jamie Hartford - Part of Your History - The Songs of John Hartford (New Sheriff Creative 2005)
- Dave Matthews Band – Live Trax Vol. 7: 12.31.96 Hamptom Coliseum, Hampton, VA (2006)
- Keller Williams – Dream (2007)
- McCoy Tyner - Guitars (McCoy Tyner album) (Half Note Records, 2008)
- Jeff Coffin - Mutopia (Compass Records 2008)
- Bryan Sutton - Almost Live - (Suger Hill Records, 2009)
- Jerry Garcia Band – Garcia Live Volume Two (ATO Records, 2013)